# 克勞嶺
78°0′S 163°4′E / 78.000°S 163.067°E
克勞嶺（英語：Craw Ridge）是南極洲的山嶺，位於維多利亞地的斯科特海岸，屬於皇家學會嶺的一部分，處於李斯德山東北面的利斯特冰川南岸，最高點海拔高度3,700米。